# Omeljan Kovč
Omeljan Hryhorovič Kovč (ukrajinsky: Омелян Григорович Ковч, 20. srpna 1884, Kosmach – 25. března 1944, Majdanek) byl ukrajinský řeckokatolický kněz, oběť nacismu. Katolická církev jej uctívá jako blahoslaveného mučedníka.

## Život
Narodil se dne 20. srpna 1884 v obci Kosmach v Kosivském rajónu na západní Ukrajině do rolnické rodiny. Jeho otec Grigorij Kovč byl řeckokatolický kněz, matkou byla Maria Yaskevich-Volfeld. V dětství navštěvoval školu ve své rodné obci.
Po absolvování lvovského gymnázia v letech 1905–1911 studoval filozofii a teologii na Papežské univerzitě Urbaniana v Římě, kdy během studií zde bydlel v penzionu při katedrále sv. Sergeje a Bakcha Ukrajinců.
Dne 24. října 1910 oženil se s Marií Annou Dobryanskou, se kterou pak měl šest dětí. Roku 1911 byl vysvěcen na kněze pro stanislavivskou eparchii. Světitelem byl stanislavivský biskup bl. Hryhorij Chomyšyn. Ještě téhož roku byl ustanoven farářem v Pidvoločysku.
V roce 1912 byl na vlastní žádost poslán působit mezi ukrajinské řeckokatolíky do Jugoslávie. Zde vede farnost v Kozaraci a k němu přilehlých oblastech v okrese Prijedor v Bosně, kde se zabýval pastorační péčí o emigranty z Haliče.
V roce 1916 se vrátil do Haliče a začal působit ve farnosti Sarniki Horishni v rajónu Rohatyn. V roce 1919 byl jmenován vojenským kaplanem pluku Ukrajinské haličské armády, sídlícího v obci Borshiv v Lvovském rajónu, kde také vykonával pastorační činnost. V roce 1922 se stal farářem při chrámu sv. Mikuláše ve městě Peremyšljany kterým pak byl do roku 1943. Kromě duchovní služby se zároveň staral o společenský a kulturní život svých farníků. Věnoval se také pomoci chudým a sirotkům.
Na jaře roku 1943 byl zatčen gestapem za přechovávání Židů, konkrétně za poskytnutí více než 600 křestních listů Židům, a uvržen do Lontskoho věznice ve Lvově, odkud byl v srpnu roku 1943 deportován do koncentračního tábora Majdanek v Lubinu. Zde tajně pokračoval ve své kněžské činnosti, kdy své spoluvězně zpovídal a uděloval jim svaté přijímání. Roku 1944 jej začaly zužovat žaludeční potíže, pročež byl poslán na ošetřovnu tábora, kde dne 25. března 1944 zemřel. Jeho tělo bylo následně spáleno v krematoriu.
Dne 9. září 1999 mu Židovská rada Ukrajiny udělila titul „Ukrajinský spravedlivý“.

## Úcta
Jeho beatifikační proces započal dne 13. října 1998, čímž obdržel titul služebník Boží. Dne 24. dubna 2001 podepsal papež sv. Jan Pavel II. dekret o jeho mučednictví.
Blahořečen pak byl dne 27. června 2001 na stadionu ve Lvově papežem sv. Janem Pavlem II. během jeho návštěvy Ukrajiny. Spolu s ním byli také blahořečeny další osobnosti, včetně ukrajinských novomučedníků.
Jeho památka je připomínána 25. března. Bývá zobrazován v kněžském oděvu. Od roku 2009 je patronem kněží ukrajinské řeckokatolické církve.